# St Mary Redcliffe

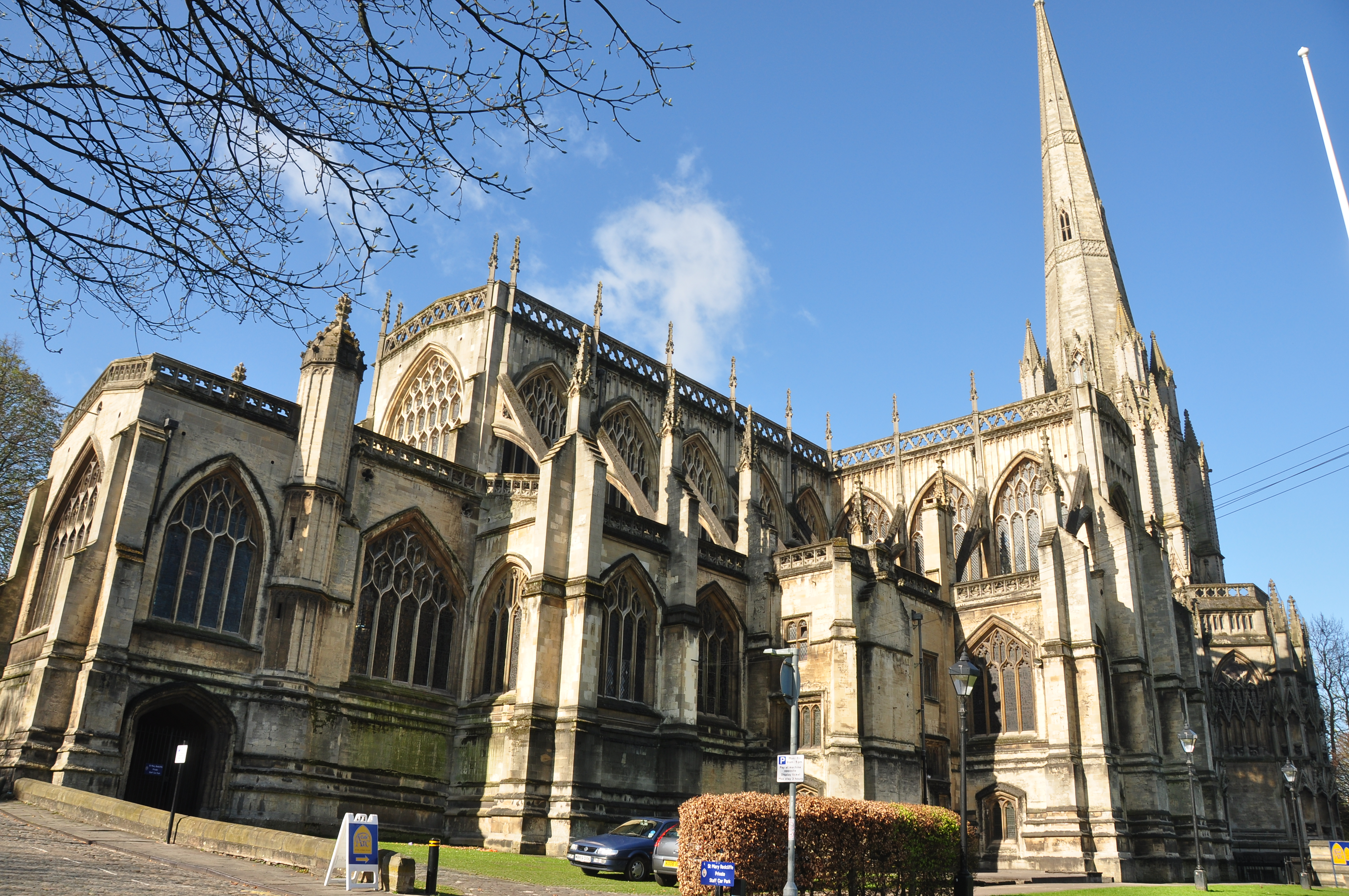
St Mary Redcliffe

Langhaus und Chor

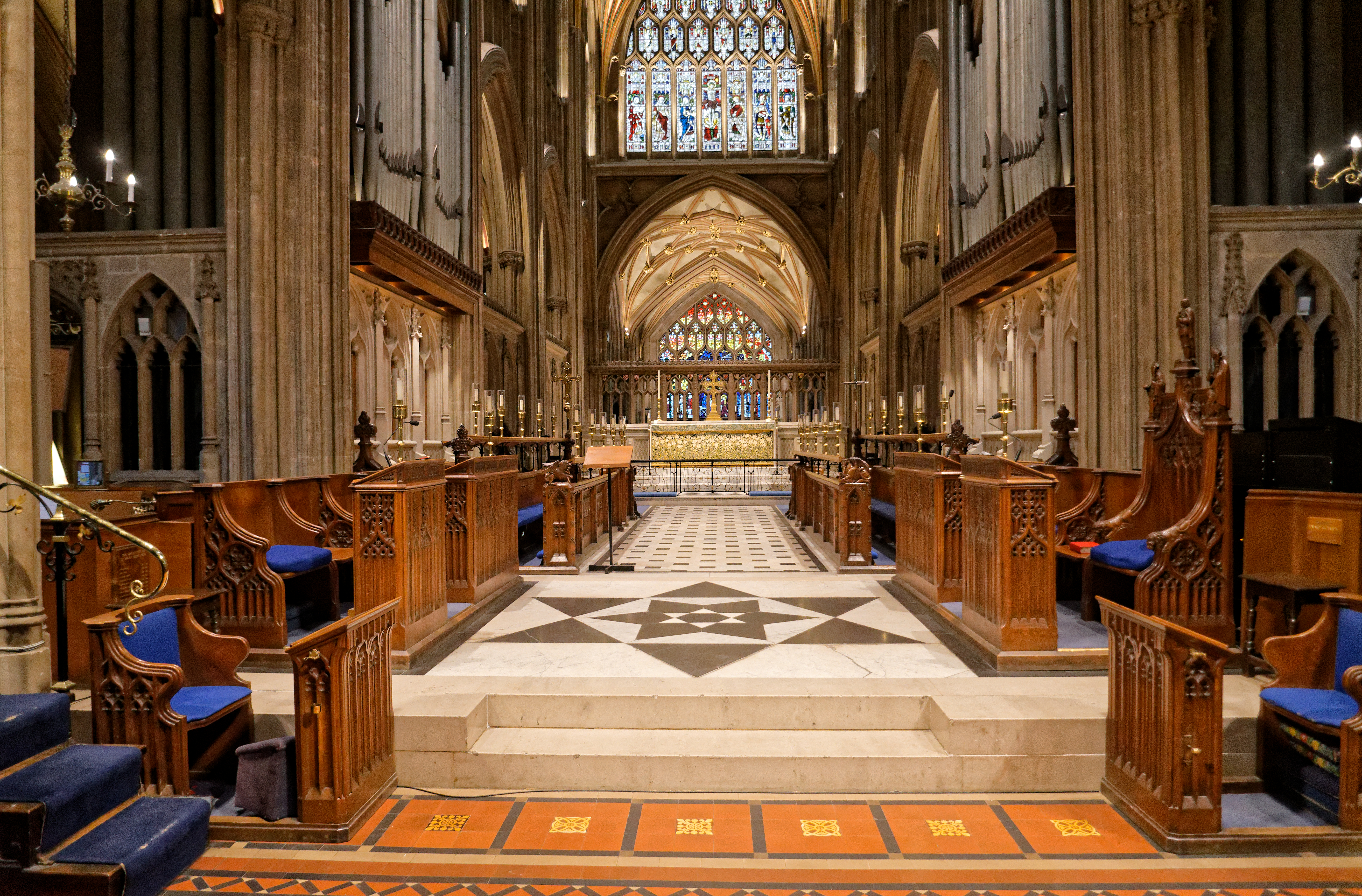
Vierung, Chor und Marienkapelle

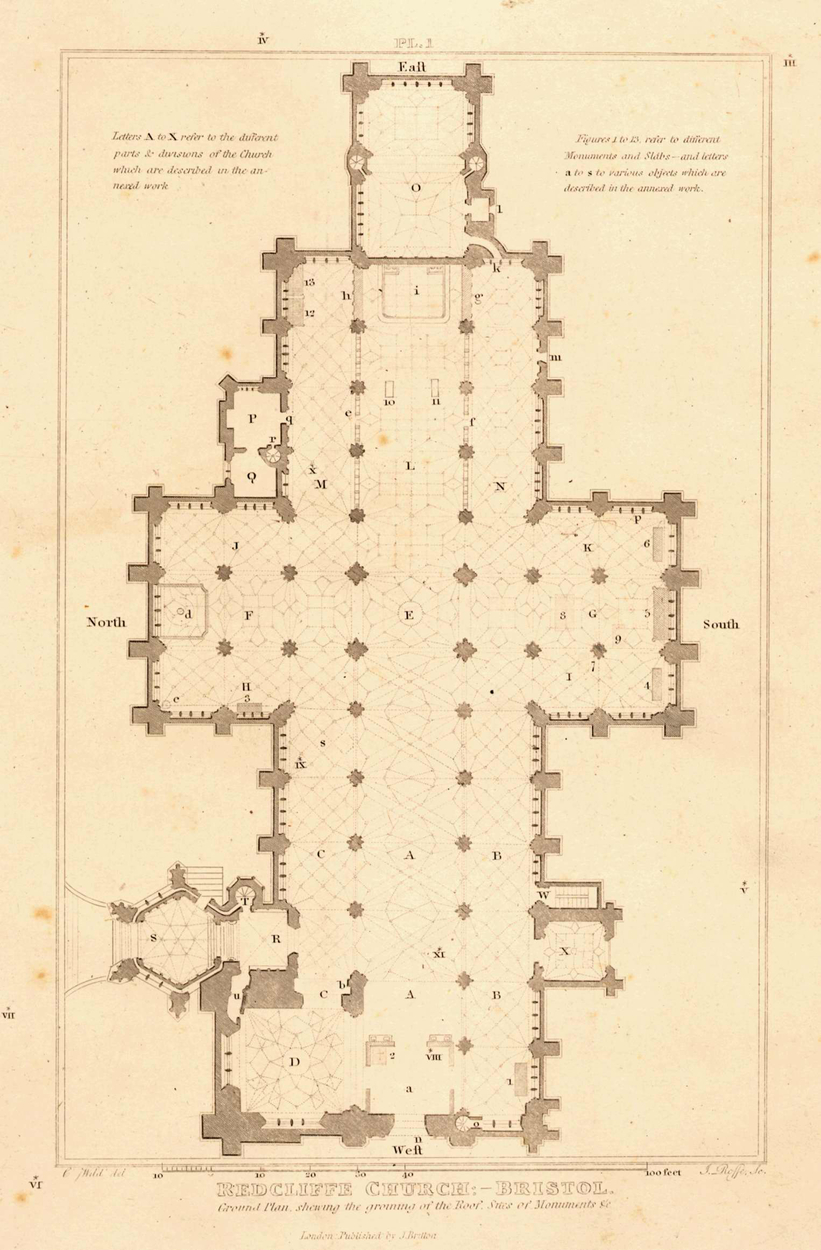
Grundriss der Kirche

St Mary Redcliffe ist die Hauptkirche der Church of England in der Hafenstadt Bristol in der Grafschaft (county) Somerset im Südwesten Englands. Die spätgotische Kirche ist ein wahres Schmuckstück unter den historischen Pfarrkirchen Englands; sie steht unter dem Patrozinium der Gottesmutter Maria und ist als Grade-I-Bauwerk eingestuft und gehört zum Major Churches Network.

## Lage
Die Kirche St Mary Redcliffe liegt auf einer ca. 11 m hoch gelegenen Flussinsel des Avon im Stadtteil Redcliffe etwa 1 km westlich des Bahnhofs Bristol Temple Meads. Die Entfernung zur sehenswerten Stadt Bath beträgt etwa 20 km (Fahrtstrecke) in südöstlicher Richtung; die Kathedrale von Wells befindet sich etwa 32 km südlich.

## Geschichte
An der Stelle der heutigen Kirche existierten bereits kleinere Vorgängerbauten aus angelsächsischer und normannischer Zeit. Die heutige Kirche entstand ganz wesentlich auf Initiative und mit finanzieller Unterstützung der städtischen Händler und Kaufleute in den Jahren zwischen 1292 und 1370. Im Jahr 1446 traf ein Blitz den steinernen Spitzhelm, dessen Einsturz erhebliche Schäden am Bauwerk verursachte; die Turmspitze wurde erst im Jahr 1872 rekonstruiert. In den Jahren des Englischen Bürgerkriegs (1642–1649) entstanden erhebliche Schäden am Bauwerk. In den 1930er Jahren erfolgte eine umfassende Restaurierung der gesamten Kirche.

## Architektur
Die über dem Grundriss eines lateinischen Kreuzes gebauten dreischiffigen und mit einem Querhaus versehenen Kirche besitzt drei Portale – eines Westen, eines im Norden und eines im Süden, wobei das Nordportal mit seinem beinahe orientalisch anmutendem Dekor und seiner sechseckigen Eingangshalle ganz besonders hervorzuheben ist. Ungewöhnlich für englische Großkirchen ist das Fehlen eines Vierungsturmes; stattdessen erhebt sich der Turm über dem westlichen Joch des Seitenschiffs, er ist somit auch Teil der Fassade. Vor allem an den Fenstern und den im Äußeren durch Strebebögen stabilisierten Gewölben der Kirche finden sich sowohl Teile im Decorated Style als auch im Perpendicular Style. Hinter dem Altar befindet sich eine Marienkapelle (Lady Chapel).

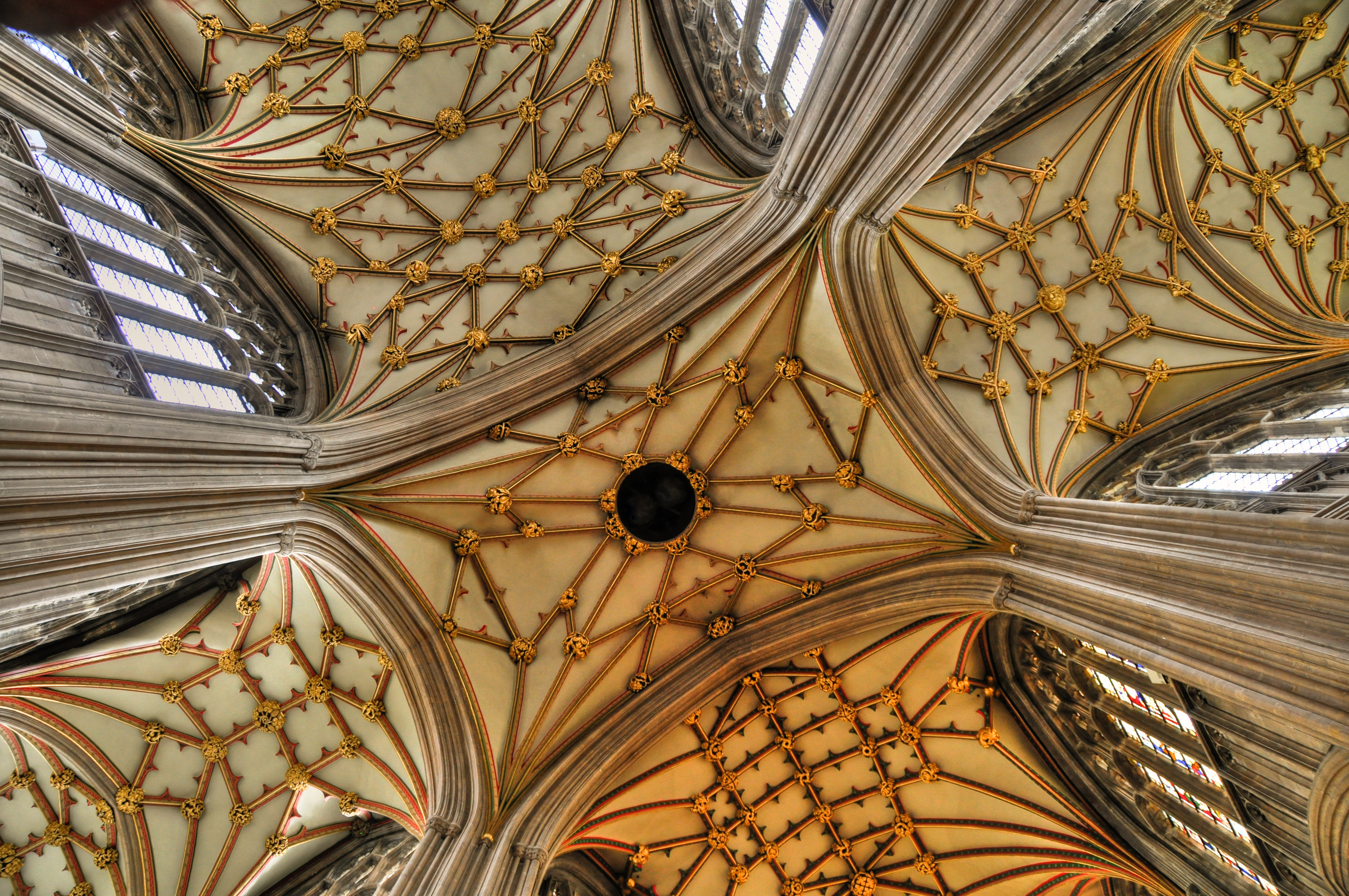
Vierung und Gewölbe
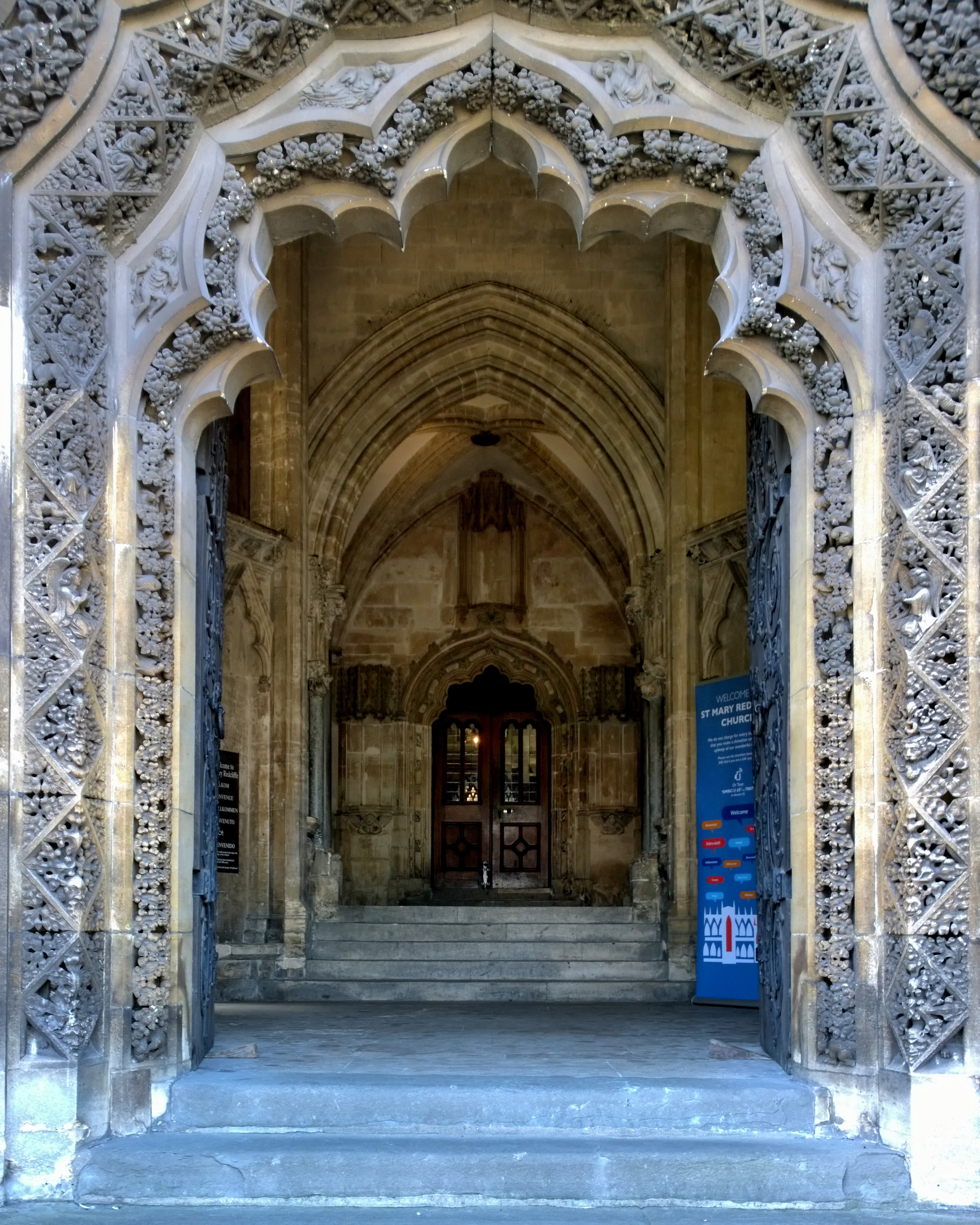
Nordportal
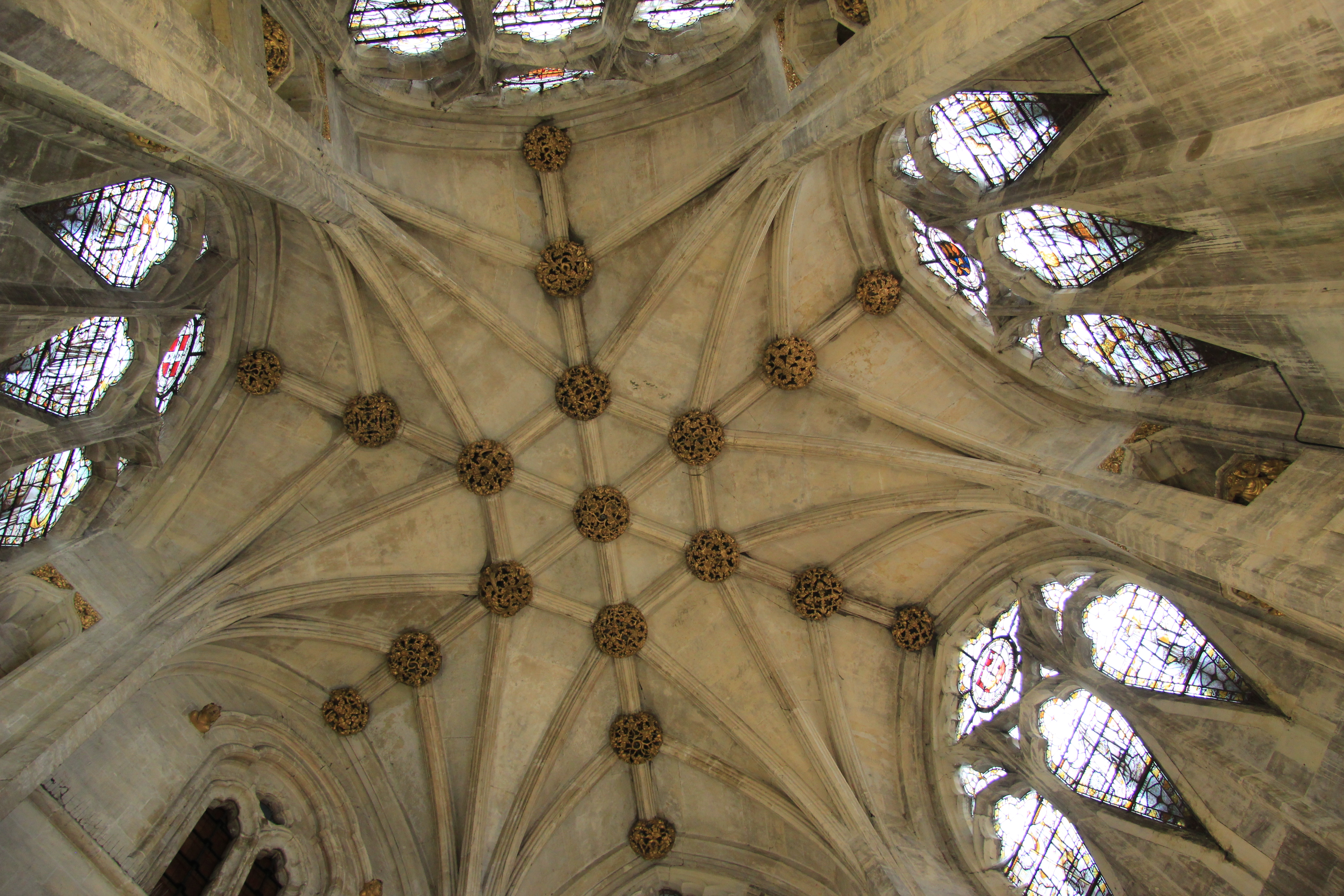
Nordportal, Eingangshalle
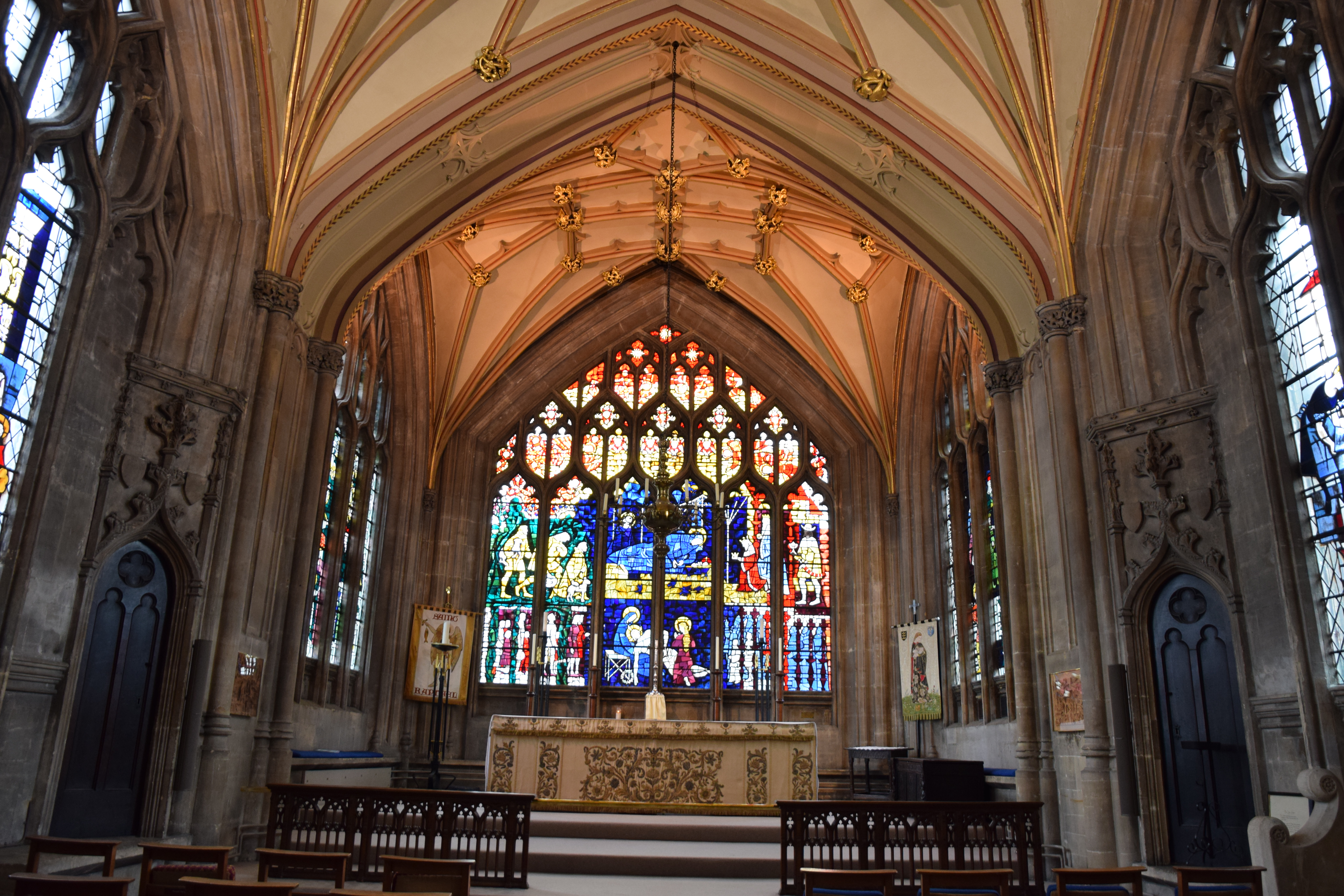
Marienkapelle (Lady Chapel)

## Ausstattung
Das Chorgestühl (choir stalls) stammt aus dem 15. Jahrhundert. Ein Taufbecken wird ins 13. Jahrhundert datiert, das andere ins 18. Jahrhundert. Die Fenstergläser sind nur in ganz geringem Umfang original; die meisten wurden im 19. Jahrhundert eingesetzt.